# Ким Ён Бок
Ким Ён Бок (кор. 김영복) — северокорейский генерал-полковник, заместитель начальника генерального штаба Корейской народной армии, командующий Силами специальных операций КНДР. Член Центрального Комитета Трудовой партии Кореи 7-го и 8-го созывов. В 2024 году был направлен в Россию в качестве руководителя северокорейского военного контингента из примерно 11 000 солдат, отправленного для поддержки российских войск в ходе вторжения России на Украину.

## Биография

### Биографические данные
Биографические данные о Ким Ён Боке крайне ограничены. Согласно базе данных правительства Южной Кореи о северокорейской элите, содержащей информацию о более чем 680 официальных лицах на основе разведданных и общедоступной информации, указаны только его имя и должность. Возраст, место рождения и другие биографические детали неизвестны, что нетипично для высокопоставленных военных КНДР, о которых обычно доступно больше информации.

### Военная карьера
В 2015 году Ким Ён Бок был повышен до должности командующего силами специальных операций КНДР, о чём сообщалось в государственных СМИ КНДР. Подразделение специальных сил под его командованием считается крупнейшим в мире, численностью около 200 000 человек.
Согласно данным украинской стороны, Ким Ён Бок руководит Управлением подготовки легкой пехоты Корейской народной армии (KPA Light Infantry Training Guidance Bureau), которое включает XI корпус, также известный как Штормовой корпус, а также подразделения легкой пехоты, размещенные в различных корпусах КНА и выполняющие специальные миссии для Главного разведывательного управления — основного разведывательного агентства Северной Кореи.
В 2016 году Ким Ён Бок был избран в Центральный комитет Трудовой партии Кореи 7-го созыва, в 2021 году переизбран в состав ЦК 8-го созыва.
В июле 2020 года его статус в военной иерархии стал более очевидным, когда во время церемонии награждения высших генералов КНДР памятными пистолетами «Пэкту» (названными в честь священной горы Пэктусан), Ким Ён Бок находился в непосредственной близости от лидера страны Ким Чен Ына.
В марте 2024 года была обнародована его текущая должность как третьего лица в иерархии Корейской народной армии и заместителя начальника генерального штаба. В 2024 году Ким Ён Бок сопровождал Ким Чен Ына на семи различных мероприятиях, включая учения сил специального назначения.

### Участие в боевых действиях против Украины
После июньского визита президента России Владимира Путина в Пхеньян в 2024 году, когда Россия и КНДР заключили пакт о взаимной обороне, Ким Ён Бок стал часто появляться на публике вместе с Ким Чен Ыном. Они совместно посещали районы, пострадавшие от наводнений, наблюдали за тренировками спецназа и артиллерийскими учениями.
Последнее упоминание Ким Ён Бока в северокорейских государственных СМИ датируется 6 октября 2024 года. В течение нескольких дней после этого, по данным разведки, он отправился в Россию с первой партией северокорейских войск, направленных для поддержки российских военных действий против Украины.
По данным украинских и южнокорейских официальных лиц, Ким Ён Бок был среди примерно 500 северокорейских офицеров, отправленных в Россию. Он выполняет роль высшего северокорейского военного представителя, отвечающего за координацию присутствия более 11 000 северокорейских солдат.
По информации украинской стороны, вместе с Ким Ён Боком в Россию были направлены ещё два высокопоставленных офицера:
- Генерал-полковник Ри Чанг Хо — заместитель начальника Генерального штаба и глава Главного разведывательного управления
- Генерал-майор Син Кум Чхоль — глава Главного оперативного управления

Согласно заявлению Украины в Совете Безопасности ООН, планируется формирование как минимум пяти подразделений северокорейских войск по 2000-3000 солдат каждое, которые будут интегрированы в российские части для скрытия их присутствия.
По информации источников, задачи Ким Ён Бока включают интеграцию северокорейских войск с российскими, получение боевого опыта для дальнейшего использования в КНДР и организацию логистики для будущих контингентов. Непосредственного участия Ким Ён Бока в боевых действиях не ожидается.
По мнению Майкла Мэддена, эксперта по руководству Северной Кореи в Центре Стимсона, Ким Ён Бок выступает как доверенное лицо Ким Чен Ына для принятия решений, пока присутствие северокорейских войск полностью не установится, после чего командование может быть передано офицеру более низкого ранга — старшему полковнику или генерал-майору. По оценке Мэддена, вероятно, что генерал-майор Син Кум Чхоль примет на себя командование северокорейскими войсками в России после отъезда Ким Ён Бока и Ри Чанг Хо.

## Значение и оценки
По мнению экспертов, отправка в Россию высокопоставленного военного руководителя уровня Ким Ён Бока сигнализирует о серьёзности намерений КНДР в поддержке России в конфликте с Украиной.
Чон Кёнджу, научный сотрудник Корейского института оборонного анализа (финансируемого правительством Южной Кореи), отмечает, что до недавнего времени личность Ким Ён Бока сознательно скрывалась, поскольку его подразделение должно было выполнять секретные миссии в случае войны на Корейском полуострове.
По мнению Майкла Мэддена, эксперта по руководству Северной Кореи в Центре Стимсона (аналитический центр в Вашингтоне), появление Ким Ён Бока рядом с Ким Чен Ыном на различных мероприятиях перед отправкой в Россию было сигналом для российской стороны: «Ким Чен Ын говорит русским: 'Я посылаю одного из моих лучших парней. Он сидит прямо рядом со мной'». Мэдден также характеризует отправку северокорейских войск под командованием Ким Ён Бока как «масштабное и беспрецедентное развертывание для КНА [Корейской народной армии]».
Рё Хината-Ямагути, нерезидентный старший научный сотрудник Атлантического совета (вашингтонский аналитический центр), считает, что присутствие Ким Ён Бока в России может быть использовано КНДР как аргумент для получения доступа к передовым российским технологиям, включая потенциально чувствительные ядерные или ракетные технологии.